# Mihai Zafiu
Mihai Zafiu, född den 9 juni 1949 i Albeşti, Rumänien, är en rumänsk kanotist.
Han tog OS-silver i K-4 1000 meter i samband med de olympiska kanottävlingarna 1972 i München.
Han tog därefter OS-silver igen på samma distans i samband med de olympiska kanottävlingarna 1980 i Moskva.